# نویسنده اول
در مقالات دانشگاهی؛ نویسنده اصلی یا نویسنده اول، اولین نویسنده نام برده شده در یک مقاله است که می‌تواند یک مقاله پژوهشی یا گردآوری باشد.
استانداردهای نگارش دانشگاهی به طور گسترده‌ای بین دستورالعملهای مختلف متفاوت است. در بسیاری از رشته‌های دانشگاهی که شامل رشته‌های علوم طبیعی، علوم کامپیوتر و مهندسی برق می‌شود، نویسنده اول یک مقاله پژوهشی معمولاً شخصی است که تحقیق را انجام داده، مقاله را نوشته و آن را ویرایش کرده است. اسمهای بعدی به عنوان همکاران نویسنده به ترتیب قرار گیری نشانگر اندازه نقش آنها در تهیه نوشته مورد نظر است. گاهی وقتها، مجلات خواهان جزئیات بیشتری در مورد کار هر نویسنده برای گنجاندن در مقاله هستند. اگر چه در بعضی دستورالعملهای دیگر (مانند گروه ریاضیات)، نویسندگان معمولاً بر اساس حروف الفبا ذکر می‌شوند، نه بر اساس مقدار نقش آنها.
سهم مقالات چند نویسنده‌ای در دهه‌های اخیر بیشتر شده است که نشانگر افزایش پروژه‌های پیچیده تحقیقاتی با چند محقق است؛ این به خاطر حاکم شدن محیط " مقاله بده یا کنار برو " در ارزیابی کارایی دانشگاهی است.